# 코텐코텐코
『코텐코텐코』는 코단샤 간의 즐거운 유치원에 연재된 우에노 아츠코의 만화 작품이다. 또한 2005년 10월 6일부터 2006년 9월 28일까지 TV 도쿄 계에서 방영된 일본 TV 애니메이션 작품이다.

## 개요
하늘 나라의 여왕이 가진 엔젤 스타(애니메이션에서는 "하늘의 별"이다.)를 지키는 정의의 천사・코텐코가 활약을 그린다. 개그 터치의 어린이들을 위한 작품이다. 최종회에서는 고전하는 2명의 마텐코가 협력하여 대마왕을 이기고 이야기는 완결을 맞이하게 된다.

## 주요 등장인물

### 하늘나라
코텐코
목소리 - 이토 미야코
이 작품의 주인공이다. 미래의 하늘 나라 왕이다. 평소에는 엔젤 스타를 지키고 있는 정의로운 마음을 가지고 있는 아이의 천사이지만 핀치 최고의 스트레스가 빠지는 등의 일이 생기면 머리 위의 링이 어두운 회색으로 물들어 마텐코로 변신한다.
항상 알몸 상태이다.(성기는 그려져 있지 않다.) 그렇다고해서, 다른 캐릭터들이 알몸 상태인 것을 뭐라하지는 않는다.
마텐코
목소리 - 이토 미야코
코텐코가 변신한 상태가 바로 마텐코이다. 이때는 나쁜 마음을 가지고 있으나 아직 아이이기 때문에 성격은 와루가키의 범주에 들어가고 있었다. 여왕이 천사의 링을 교체하여 코텐코로 다시 돌아갈 수 있다.
피크 짱
목소리 - 오마에 아카네
코텐코의 소꿉 친구의 요정이다. 성격은 명랑하다. 마텐코에 대해서는 강한 기운을 보인다. 노래를 무서울 정도로 못한다. 코텐코가 마텐코로 변신하면 여왕님께 링을 교체해 줄 것을 요구한다.
나파
목소리 - 나카니시 후미에
피크의 동생으로 모자를 눌러쓰고 표정을 숨긴다. 특기는 종이접기이다.
여왕님
목소리 - 이시 마츠 치 에미
하늘 나라를 다스리는 여왕. 상냥하지만 화가 나면 무섭다. 코텐코가 마텐코로 변신할 때 유일하게 링을 교체해서 코텐코로 돌아오게 한다.
무무
목소리 - 히지카타 마사토
코텐코의 교육계이다. 냉정하고 좀 엄격하지만 바보 같은 성격이 있다.

### 코텐코의 6명의 동생
6명의 형제 중 1명은 대마왕의 부하가 되 버리는 바람에 행방불명이 되었다. 여기서는 6명 전원이 모두 등장하지 않는다.
도온
목소리 - 츠바키 모토유키
코텐코의 6명의 형제 중 1명이다. 코텐코와 가장 관련 있는 인물이다.
바~
목소리 - 오오하타 신타로
코텐코의 6명의 형제 중 1명이다.
루~
목소리 - 사이가 미츠키
코텐코의 6명의 형제 중 1명이다. 대마왕에게 잡혀서 대마왕의 부하가 되었다. 그렇기 때문에 행방불명 상태이다. 저주를 걸기 위해 탄생 직후의 코텐코의 날개를 빼앗아 가끔씩 마텐코로 변신하게 만드는 장본인이다.

### 땅의 나라
남작
목소리 - 나카타 카즈히로
대마왕의 부하에서 땅의 나라를 다스리고 있는 인물이다. 하늘 나라를 지배하기 위해서 엔젤 스타를 노리고 있다.
야옹박쥐
목소리 - 미즈타 와사비
고양이와 박쥐를 결합시킨 남작의 모자에 산다.
소란스런개
목소리 - 히메노 케이지
남작의 부하 개이다.
둥순씨
목소리 - 하야미 케이
남작의 저택의 가정부이다. 대체로 깨끗한 것을 좋아한다.
쿠리쿠리
목소리 - 오구라 후미에
둥순씨의 아들로 코텐코의 친구이다. 원작에서는 하늘의 별에게서 태어났다. 착실한 성격이다.
대마왕
목소리 - 하나다 히카루
옛날에는 하늘 나라의 거주자였다. 그러나 하늘 나라의 지배를 꿈꾼다. 코텐코가 마텐코로 변신하는 저주를 갖게 해 준 장본인이다.